# Partit del Treball de Catalunya
El Partit del Treball de Catalunya (PTC, Partido del Trabajo de Cataluña) fue un partido político comunista de orientación maoísta español, cuyo ámbito de actuación fue Cataluña.
El PTC tiene sus orígenes en el grupo Unitat (una escisión del PSUC), que junto a otros pequeños grupos de disidentes del Partido Comunista de España, constituyó en 1968 el Partido Comunista de España (Internacional) (PCE-i).
Tuvo una cierta penetración en los ambientes estudiantiles y dentro de Comisiones Obreras. En 1975 se integró en el Partido del Trabajo de España, aunque continuó su trabajo en Cataluña como federación del PTE. En 1978 una parte de sus miembros se integró en el Bloc Català dels Treballadors. La Federación participó con Esquerra Republicana de Catalunya en las elecciones generales de 1979 en una coalición electoral obteniendo un diputado por la circunscripción de la provincia de Barcelona (Heribert Barrera).
El 20 de marzo de 1980, se presentó a las primeras elecciones autonómicas de Cataluña junto al Movimiento Comunista, la Liga Comunista Revolucionaria y Bandera Roja, bajo la coalición electoral Unitat pel Socialisme, consiguiendo 33 086 votos (1,22 %).
Se disolvió el 15 de junio de 1980. Unos miembros se integraron en Nacionalistes d'Esquerra y otros participaron en el congreso de unificación comunista para ingresar en el Partit Socialista Unificat de Catalunya (PSUC).